# Bustrengo

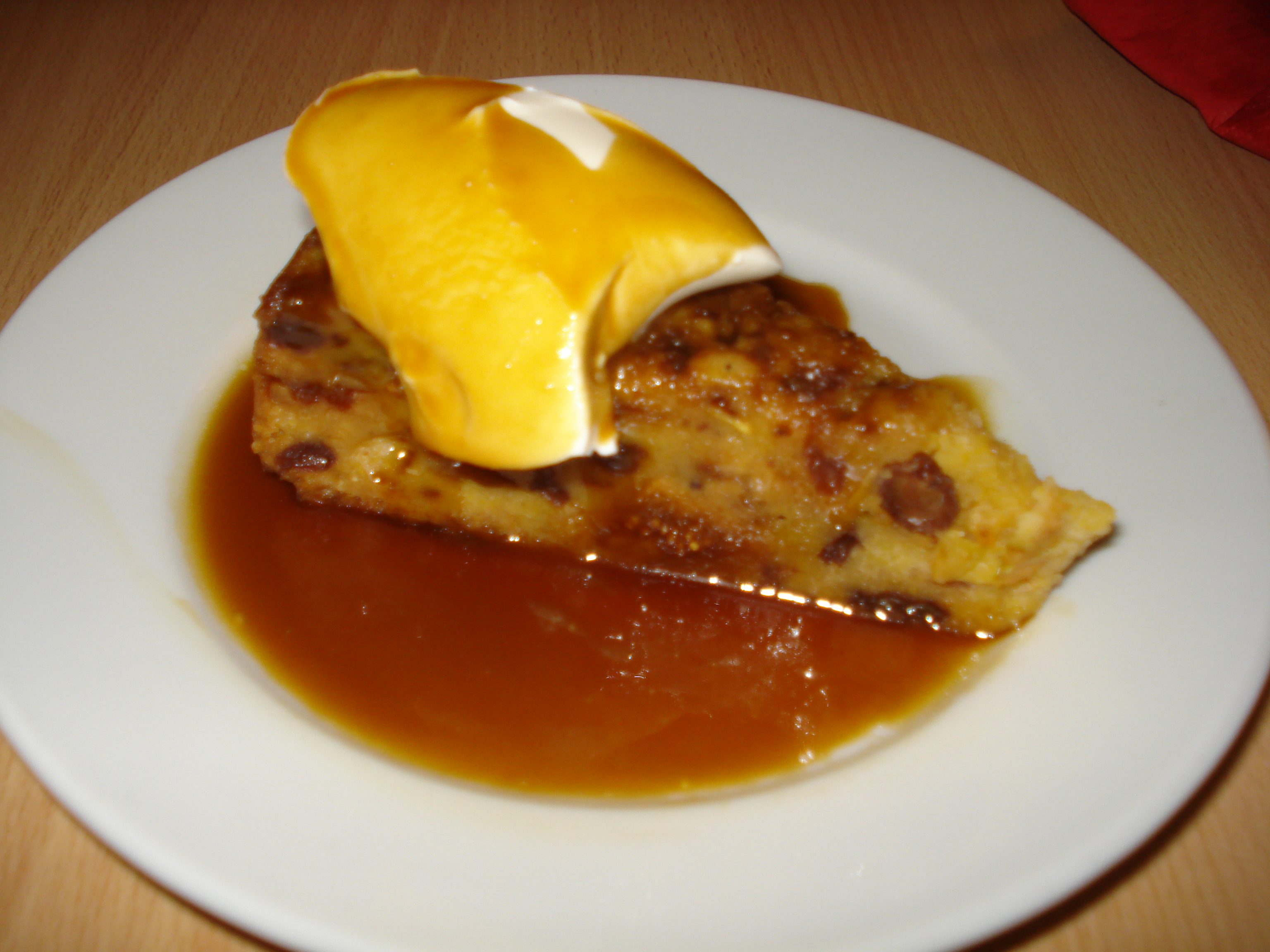
Bustrengo

Bustrengo (hay còn được gọi là Bustreng) là món bánh trong nền ẩm thực Romagna và San Marino. Ngoài ra, nó còn là một món bánh truyền thống trong dịp lễ Giáng sinh ở San Marino, tỉnh Forlì-Cesena và Rimini, nơi ở Emilia-Romagna và 1 phần ở Marche. It is consumed at all times of the year. Nguyên liệu gồm bột mì, men, dầu ăn hoặc mỡ trừu, đường hoặc mật ong,... cùng với bột bắp, vụn bánh mì hoặc bánh mì ôi, sung, nho khô, táo thái hạt lựu, vỏ chanh và cam. Nó thường là một loại bánh đặc và ẩm.
Quá trình chuẩn bị truyền thống của bustrengo bao gồm việc nấu nó trong lò sưởi trong một chiếc nồi đồng có nắp đậy bằng than nóng.